# مدووو (استان دوبریچ)
مدووو (به بلغاری: Medovo) یک منطقهٔ مسکونی در بلغارستان است که در شهرستان دوبریچکا واقع شده‌است.